# Pend d’Oreille
Pend d’Oreille (Kalispel, Hanging Ears, Ear Drops; Obješene Uši; Coospellar. kod Lewisa i Clarka), pleme američkih Indijanaca porodice Salishan nastanjeno u ranom 19. stoljeću na istoimenoj rijeci i jezeru, te na jezeru Priest Lake i donjim vodama Clark Forka. Pleme se širilo na istok sve do jezera Thompson Lake i Horse Plainsa, a lovno područje sezalo je do zemlje Salmon Rivera u Kanadi. 

## Ime
Ime Pend d’Oreille ovom plemenu dano je od Europljana koji prilikom prvih susreta s njima, opažaju da u ušima nose velike ušne nakite od školjaka, što ih se dojmilo poput dugih obješenih ušiju. Amerikanci ovaj francuski naziv prevađaju s Hanging Ears ili kao Earring People. Čest naziv za njih je i Kalispel, što u domorodačkom jeziku označava  'camas' , korijen biljke koja Indijancima u području rijeke Columbia i Platoa, predstavlja glavnu biljnu hranu. Kod Vrana je za njih postojao naziv Ak-min'-e-shu'-me, ime koje znači "the tribe that uses canoes", te kod Yakima Papshpűn`lema, "people of the great fir trees," opisni nazivi koji ukazuju na tip kulture i geografska obilježja njihove domovine. Ostali nazivi za njih manje su poznati, to su Ni-he-ta-te-tup'i-o, kod Siksika Indijanaca i Camas People, prijevod njihovog imena Kalispel. 

## Bande
(1) Upper Kalispel ili Upper Pend d'Oreilles ili samo Pend d'Oreilles.- ova banda živi u Montani od jezera Flathead i rijeke Flathead do Thompson Fallsa na Clark Forku, jednom potoku što utječe u Pend Oreille, i uključujući Little Bitterroot te na jug do Missoule i na sjever do međunarodne granice. Ova banda živjela je i kod Daytona, blizu Polsona i možda na Columbia Fallsu. Neki su zimovali i u području Bitterroota te u St. Ignatiusu. 
(2) Lower Kalispel ili Lower Pend d'Oreilles ili Kalispel vlastiti, često označavani samo imenom Kalispel, nastanjena je od Thompson Fallsa do Clark Forka, jezera Pend Oreille, jezera Priest Lake i rijeke Pend Oreille blizu međunarodne granice, a lovili su na teritoriju duž Salmon Rivera u Britanskoj Kolumbiji. Lower Kalispel su se sastojali od više manjih bandi.
(3) Chewelah, ova banda nalazila se u krajevima zapadno od planina Calispell ili Chewelah Mountains u gornjoj dolini Colville Valleya. Među njima razlikujemo barem dva manja segmenta, lokalnih manjih bandi. Oni se ponekad vode i kao samostalno pleme.
Godine 1908 popisano je pod imenom "Pend d Oreilles" 670 Indijanaca, a pod "Kalispel" 192. Pleme Kalispel danas živi na rezervatu Kalispel u Washingtonu.

## Povijest
Obješene Uši prvi posjećuju Lewis i Clark 1805., a 1809. kompanija Northwest Company utemeljila je i prvu postaju na jezeru Pend Oreille i drugu na Clark Forku iste godine poznatu kao Salish House. Do pokrštavanja dolazi 1844. kada primaju rimokatoličku vjeru. Godine 1855 plemena Upper Kalispel, Kutenai, i Salish sve svoje zemlje, osim manjeg područja oko jezera Flathead prepuštaju SAD-u, a ostatak postaje Jocko ili Flathead Reservation. Najveći dio Kalispela smjestio se na tom rezervatu a ostatak odlazi na rezervat Colville s plemenima Colville, Okanagan i drugima. 

## Etnografija
Kultura Obješenih Ušiju pripada području Platoa i nalik je onima drugih tamošnjih plemena. Već samo njihovo ime Camas Indians nam govori da oni žive od kopanja korijenja camasa. Lewis i Clark ih u ranom 19. stoljeću nazivaju Coospellar, i od njih potječu prvi podaci o Kalispelima. -Za kopanje korijenja couse, bitter-root i divljega luka, oni su u proljeće odlazili u zemlju Spokana. Couse (kowsh) i bitter-root (Gentiana lutea) se sušio na suncu, dok se camas-korijenje miješalo sa  'black moss' -om i posebnim postupkom se peklo pomoću usijanog kamenja, nakon toga bi se sušilo na suncu i spremalo za zimu, a moglo se koristiti u prehrani tokom nekoliko sljedećih godina. Najveće camas-prerija nalazila se na Pend d Oreille riveru. Oko prvog srpnja Indijanci bi odlazili u područje Kettle Fallsa gdje su se hvatale velike količine lososa, sušile se na sjenovitom mjestu i spremale za zimu. Završetkom poslova pripremanja hrane za zimu, Indijanci bi zimske mjesece provodili u planini gdje su s bavili lovom i postavljanjem zamki, i gdje su ostajali sve do proljeća, i cijeli ciklus bi započinjali iznova.

## Populacija
Rana populacija Kalispela bila je 1780. oko 5,000 do 6,500, prema Teitu (1930), i mnogo je realniji od Mooneya (1928), koji im je broj srezao na 1,200 (1780). U vrijeme dolaska Lewisa i Clarka (1805) imali su oko 30 nastambi i 1,600 duša. Godine 1905. bilo je 640 Upper i 197 Lower Pend d'Oreillesa na agenciji Flathead ili Jocko Reservation i 98 na Colville Agency. Popisom iz 1910. bilo ih je 386 u Montani, 157 u Washingtonu i 15 u Idahu i 6 u tri druge države. 

## Vanjske poveznice
- Kalispel Indians
- The Kalispel Indians
- The Kalispel Indian Reservation